# William Vincent Fitzgerald

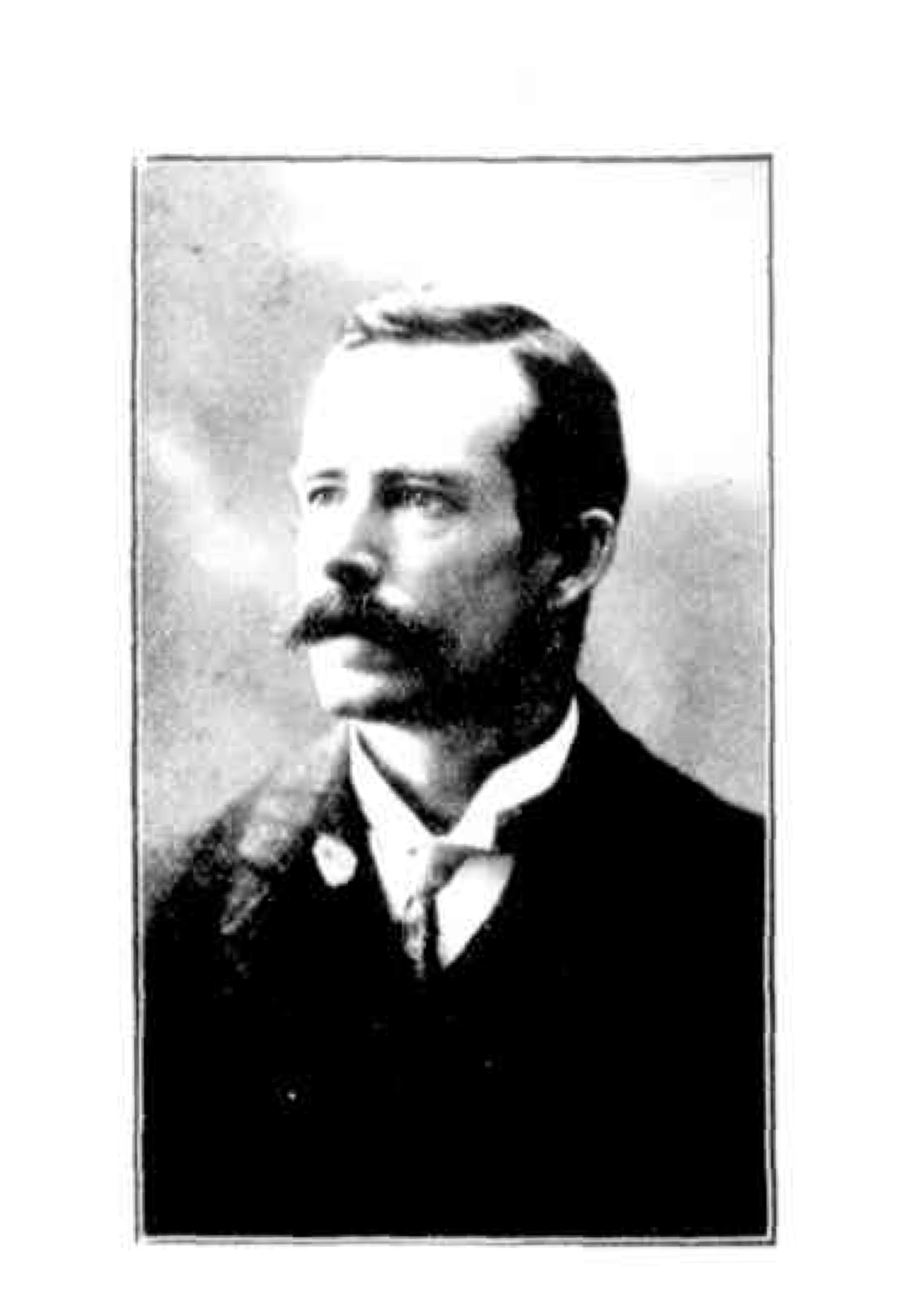
William Vincent Fitzgerald (1906)

William Vincent Fitzgerald (* 21. Juli 1867 in Mangana, Tasmanien; † 6. August 1929 am Daru River, Papua-Neuguinea) war ein australischer Prospektor und Botaniker. Sein botanisches Autorenkürzel lautet „W.Fitzg.“

## Lebenslauf
William Vincent Fitzgerald ist in Mangana in Tasmanien geboren. Fitzgerald erlernte den Beruf des Försters. In den Jahren 1892–1894 sammelte er Pflanzen in Tasmanien und korrespondierte über ihre Bestimmung mit Ferdinand von Mueller.
1903 wurde er Mitglied der „Western Australian Royal Commission on Forests“, 1904 Vorsitzender des „State Forest Advisory Board“ und 1905 Mitglied des „Kimberley Trigonometric Survey“. Seine wichtigsten Exkursionen unternahm er 1905 und 1906 in den Kimberleys und beschrieb fünf neue Pflanzengattungen und 210 neue Pflanzenarten. Die Ergebnisse seiner Exkursionen wurden 1916 und 1918 veröffentlicht.
Auf einer Expedition zur Erforschung des „Bismark-Gebirges“ in Papua starb er am 6. August 1929 am Fly River (damals „Daru River“) im Alter von 62 Jahren.

## Veröffentlichungen (Auswahl)
- Diary of Expeditions to the Kimberley 1905–1906. Band 1.
- Letters to M. Koch 1905–1908.
- The Botany of the Kimberleys, North-West Australia. Ed. State Library of Victoria. 1918.
- B. R. Maslin, R. S. Cowan, W. V. Fitzgerald (postum): William Vincent Fitzgerald's species of Acacia (Leguminosae : Mimosoideae): typification of names. Western Australian Herbarium 1994

## Ehrungen
Zu Ehren von William Vincent Fitzgerald wurde 1934 Eucalyptus fitzgeraldii Blakely nach ihm benannt, ebenso wie 1989 Brachychiton fitzgeraldianus Guymer.